# Bataille de Lübeck
Pour les articles homonymes, voir Lübeck.
Quatrième Coalition
Batailles
- Cap-Vert (navale)
- San Domingo (navale)
- Río de la Plata
- Pornichet (navale)

- Raguse
- Castel-Nuovo

Campagne de Prusse (1806)
- Schleiz
- Saalfeld
- Auerstaedt
- Iéna
- Halle
- Magdebourg
- Stettin
- Lübeck
- Glogau
- Golymin
- Pułtusk
- Stralsund

Campagne de Pologne (1807)
- Eylau
- Ostrołęka
- Colberg
- Dantzig
- Guttstadt
- Heilsberg
- Friedland

La bataille de Lübeck oppose les Français, commandés par les maréchaux Bernadotte et Soult, aux Prussiens, commandés par le général Blücher pendant la campagne de Prusse de 1806. La confrontation a lieu les 6 et 7 novembre 1806.

## Contexte
À la tête des débris de l'armée prussienne défaite à Iéna et Auerstaedt, le général Blücher, poursuivi par les maréchaux français Bernadotte, Murat et Soult, se réfugie le 5 novembre dans la ville neutre hanséatique de Lübeck, dans laquelle se trouvaient depuis le 3 novembre quelques unités suédoises. Embarquées sur des bateaux, ces troupes cherchaient désespérément à quitter la ville.

## La bataille
Lübeck est prise après de violents combats de rues le 7 novembre 1806 par les troupes françaises. Malgré son statut de neutralité, la ville est livrée à un pillage effréné. Blücher parvient à s'extraire de la nasse, mais poursuivi et rattrapé, il est contraint de capituler avec ses dernières forces (entre 8 et 9 000 hommes) à Ratkau, à quelques kilomètres au nord de Lübeck.
Les bateaux suédois sont pris par les Français. La courtoisie et la bienveillance de Bernadotte envers les prisonniers suédois ne seront pas oubliées.

## Commémoration
La rue de Lübeck à Paris rappelle le souvenir de cette bataille.